# 1780 en architecture
| Années de l'architecture : 1777 - 1778 - 1779 - 1780 - 1781 - 1782 - 1783    |
| Décennies de l'architecture : 1750 - 1760 - 1770 - 1780 - 1790 - 1800 - 1810 |

Cet article présente les faits marquants de l'année 1780 en architecture.

## Réalisations
- Claude-Nicolas Ledoux construit le château de Bénouville dans le Calvados.
- Construction de cinq maisons dans George Street à Édimbourg, qui constituent le noyau historique de l'Hôtel The Principal Edinburgh George Street.

## Événements
- François Soufflot le Romain reprend l'agence de son oncle, Jacques-Germain Soufflot, après le décès de ce dernier.
- Étienne-Louis Boullée est nommé contrôleur de l'École militaire.

## Récompenses
- x

## Naissances
- x

## Décès
- 13 février : Nicolò Baschiera, ingénieur et architecte italien.
- 29 août : Jacques-Germain Soufflot (°1713).